# Bryan Lillis
Bryan Lillis (* 19. Juni 1988 in USA) ist ein US-amerikanischer Schauspieler in Film und Fernsehen. Er spielte Rollen in Filmen wie The Invisible Chronicles, Liebe gewinnt oder Riddle – Jede Stadt hat ihr tödliches Geheimnis.

## Leben und Karriere
Lillis, aufgewachsen in Upstate New York in einem Vorort von Buffalo, machte zu Beginn seiner Karriere Werbung und modelte mehrere Male für verschiedene Kunden wie Abercrombie & Fitch, Coca-Cola, Mačys, AT & T oder die Modemarken Ed Hardy oder Paige Denim. Seit 2008 betätigt er sich in der Filmbranche als Produzent, zuerst von Video- später auch von Kurzfilmproduktionen. Er selbst trat als Schauspieler in einigen Kurzfilmen wie Soldaten oder Cadillac auf. 2009 gab er sein Spielfilmdebüt in David DeCoteaus Thriller The Invisible Chronicles. 2011 sah man ihn in Michael F. Sears Familiendrama Liebe gewinnt mit der Besetzung Kellan Lutz, Adam Beach und Ridge Canipe. 2013 spielte er die Rolle des Matt Caldwell in dem Thriller Riddle – Jede Stadt hat ihr tödliches Geheimnis an der Seite von Elisabeth Harnois, Val Kilmer und Diora Baird.
Neben seiner Tätigkeit beim Film trat er auch in verschiedenen Fernsehserien wie State of Georgia, Big Time Rush, Modern Family oder 9-1-1 auf.
Seit Mai 2018 ist er mit der Schauspielerin Chelsea Ricketts verheiratet.

## Filmografie (Auswahl)
- 2008: Soldaten (Kurzfilm)
- 2009: The Invisible Chronicles
- 2009: Cadillac (Kurzfilm)
- 2011: Liebe gewinnt (A Warrior's Heart)
- 2011: State of Georgia (Fernsehserie, 1 Episode)
- 2012: Big Time Rush (Fernsehserie, 1 Episode)
- 2013: Riddle – Jede Stadt hat ihr tödliches Geheimnis (Riddle)
- 2014: Figment (Kurzfilm)
- 2015: The Burning Dead
- 2018: Pink Collar Crimes (Fernsehserie, 2 Episoden)
- 2018: Her Worst Nightmare (Fernsehfilm)
- 2019: Modern Family (Fernsehserie, 1 Episode)
- 2019: Fam (Fernsehserie, 1 Episode)
- 2019: Who’s Stalking Me? (Fernsehfilm)
- 2019: Adopted in Danger
- 2020: Promising Young Woman
- 2020: Liebe in Zeiten von Corona (Love in the Time of Corona) (Fernsehminiserie, 1 Episode)
- 2021: 9-1-1 (Fernsehserie, 1 Episode)